# Telewizja Polska

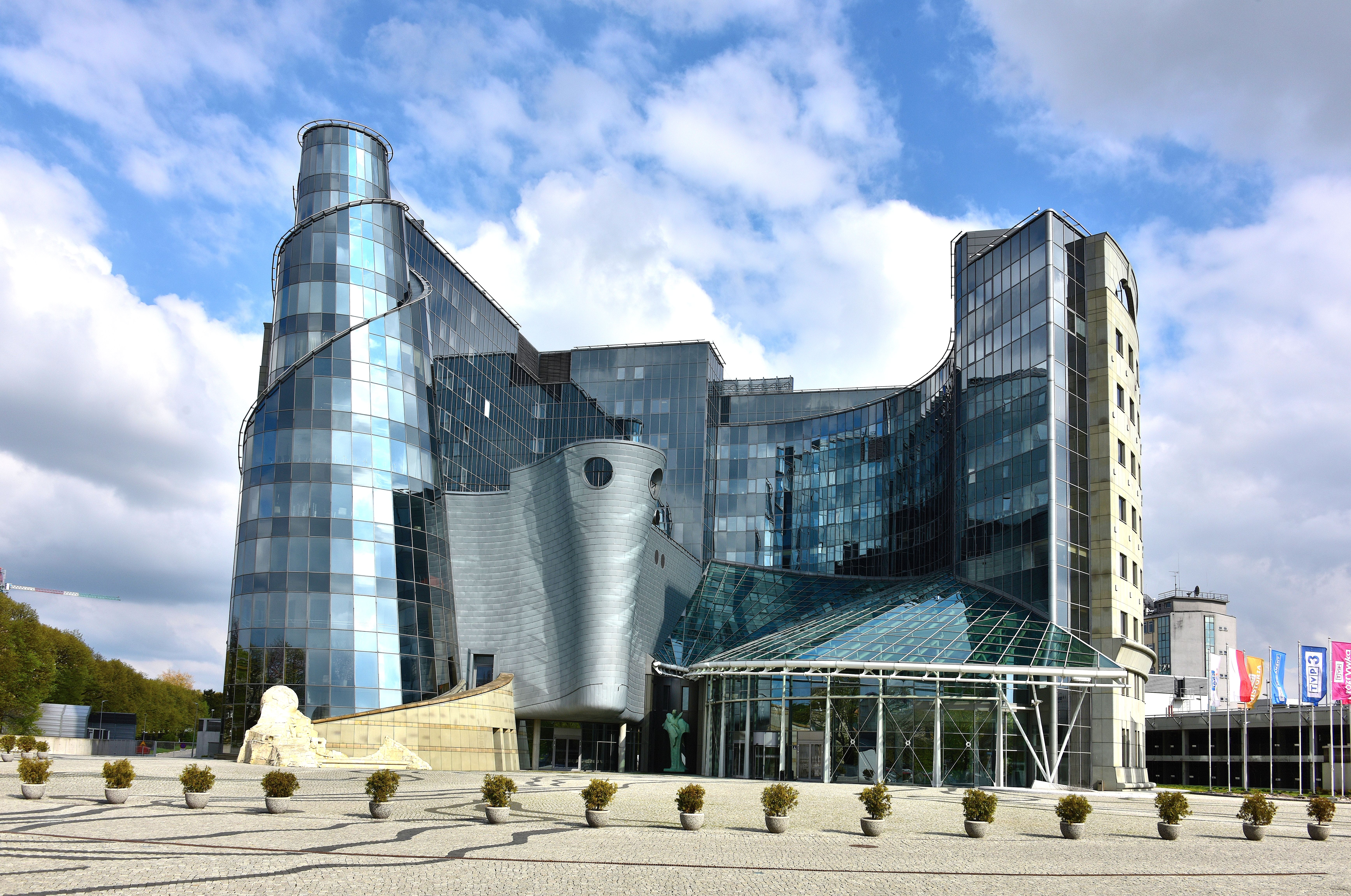
Hoofdgebouw van TVP, in Warschau.

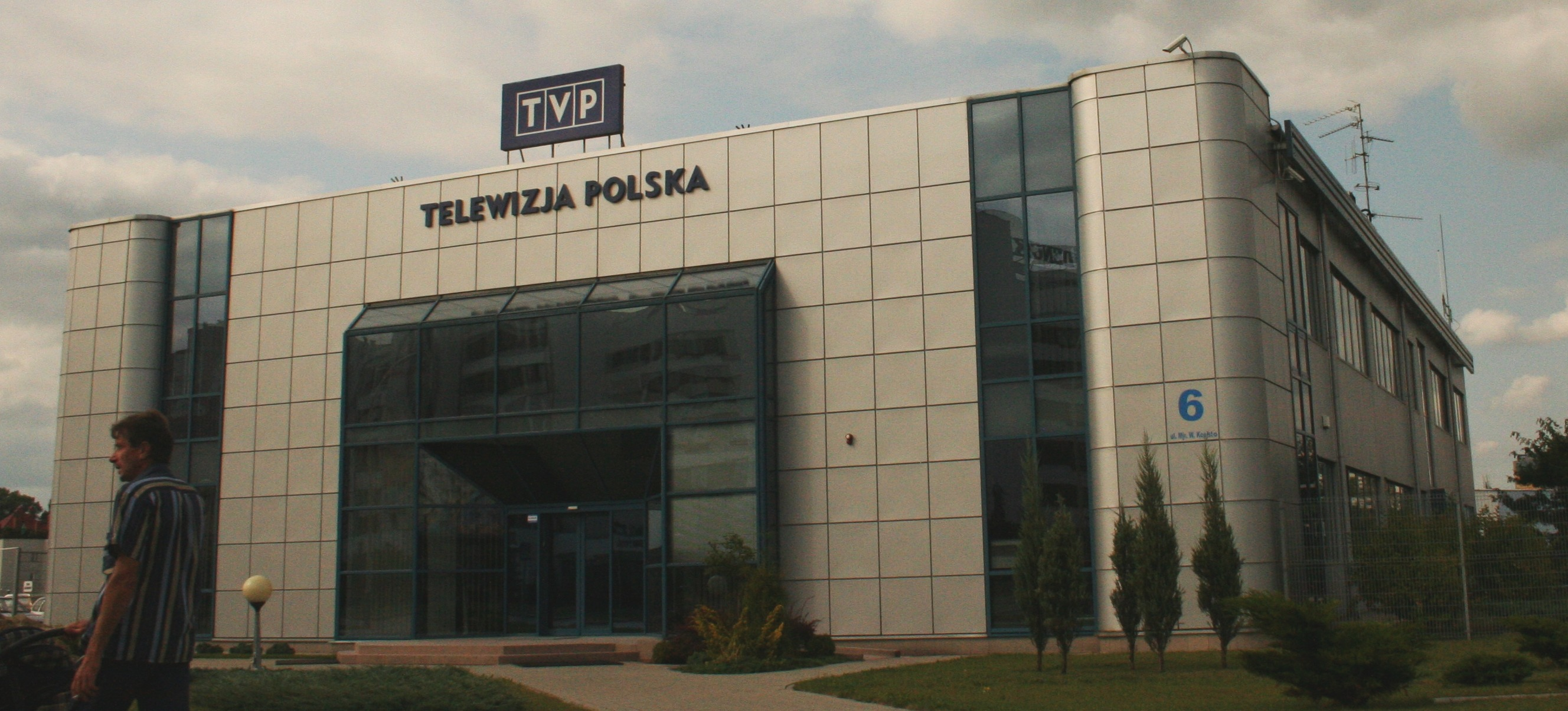
Een TVP Info studio, in Rzeszów.

De TVP (Telewizja Polska; Nederlands Poolse Televisie) is de nationale publieke televisie-omroep van Polen en bestaat uit tien verschillende televisiekanalen. TVP wordt sinds het aan de macht komen van PiS (2015) geregeld door de regerende partij gebruikt voor verspreiding van propaganda en het zwartmaken van oppositiepartijen en andersgezinden. Op 19 december 2023, na de machtswisseling in Polen, nam het Poolse parlement een resolutie aan die alle autoriteiten van de Republiek Polen oproept om onmiddellijk de publieke media te herstellen en de neutraliteit en betrouwbaarheid ervan terug te brengen. De volgende dag ontsloeg de minister van Cultuur en Nationaal Erfgoed, Bartłomiej Sienkiewicz van de Burgerlijke Koalitie, de leiding van de publieke media. Sindsdien zijn de beruchte Wiadomości TVP vervangen door de 19.30-nieuwsdienst, en TVP Info heeft zijn logo, grafische opmaak en geluid veranderd. 
In Nederland en België kan naar TVP Polonia gekeken worden via de satellietpositie Hot Bird 13°O en via enkele kabelnetten. 
In 2020 werd het Junior Eurovisiesongfestival vanwege de coronapandemie die dat jaar uitbrak uitgezonden vanuit deze studio. De artiesten traden hierbij niet live op in de studio. In plaats daarvan stuurde elk deelnemend land een opname in van zijn/haar liedje. Met behulp van deze opnames werd de uitzending voor 2020 samengesteld. Dit werd uitgezonden op de dag waarop het festival dat jaar zou plaatsvinden. Dit werd vanuit de studio gejureerd, waarna de uitslag werd bekendgemaakt. Op deze manier kon het festival dat jaar zonder publiek worden georganiseerd.

## Hoofdkanalen
TVP bestaat uit drie hoofdkanalen TVP1, TVP2 en TVP3. Deze laatste is een informatief kanaal en is verschillend in elke woiwodschap zodat het is afgestemd op lokaal nieuws. Dit kanaal bestaat uit de volgende afdelingen:
- TVP3 Białystok voor Podlachië.
- TVP3 Bydgoszcz voor Koejavië-Pommeren
- TVP3 Gdańsk voor Pommeren
- TVP3 Gorzów Wielkopolski voor Lubusz
- TVP3 Katowice voor Silezië
- TVP3 Kielce voor Święty Krzyż
- TVP3 Kraków voor Klein-Polen
- TVP3 Lublin voor Lublin
- TVP3 Łódź voor Łódź
- TVP3 Olsztyn voor Ermland-Mazurië
- TVP3 Opole voor Opole
- TVP3 Poznań voor Groot-Polen
- TVP3 Rzeszów voor Subkarpaten
- TVP3 Szczecin voor West-Pommeren
- TVP3 Warszawa voor Mazovië
- TVP3 Wrocław voor Neder-Silezië

## Subkanalen
- TVP1 is een Pools kanaal.
- TVP2 is een Pools kanaal.
- TVP3 is een regionaal kanaal.
- TVP HD is een HD kanaal.
- TVP Historia is een kanaal over wereldgeschiedenis.
- TVP Kultura is een kanaal over de Poolse cultuur.
- TVP Polonia is een kanaal speciaal voor Polen in het buitenland.
- TVP Seriale zendt nonstop televisieseries uit.
- TVP Sport is een kanaal over alle soorten sport.
- TVP Rozrywka is een kanaal over entertainment en komedie.
- TVP Info is een info-kanaal.
- TVP Parlament met alles over de Poolse politiek.
- TVP ABC is een Pools kinderkanaal.
- Belsat TV is een kanaal in het Wit-Russisch.
- TVP World is een kanaal in het Engels.
- TVP Dokument
- TVP Kobieta
- TVP ABC 2
- TVP Historia 2
- TVP Kultura 2
- Jasna Góra TV
- TVP Wilno
- TVP Nauka
- Alfa TVP

Daarnaast is TVP van plan om tree nieuwe kanalen te lanceren:
- TVP Moto
- TVP Teen
- TVP Muzyka met alles over muziek.
- TVP Klasyka met alles over de classic.